# Martin Klöckener
Pour les articles homonymes, voir Klöckener.
Martin Klöckener, né le 13 octobre 1955 à Neheim-Hüsten, actuellement un district d'Arnsberg, (Allemagne), est un professeur allemand de science liturgique. Il est président du département de théologie pratique de l'Université de Fribourg, en Suisse.

## Biographie
Martin Klöckener étudie la philosophie, la théologie catholique, les études latines et l'enseignement à la faculté de théologie de Paderborn ainsi qu'à l'université Julius Maximilians de Würzburg et à l'université de Bielefeld. De 1979 à 1989, il est assistant de recherche à la Faculté de théologie de Paderborn (études liturgiques) et à l'université de Bielefeld (études latines). En 1985, il obtient son doctorat à la faculté de théologie de Paderborn avec la thèse Die Liturgie der Diözesansynode. Studien zur Geschichte und Theologie des „Ordo ad Synodum“ des „Pontificale Romanum“.

## Publications (sélection)
- Die Liturgie der Diözesansynode. Studien zur Geschichte und Theologie des „Ordo ad Synodum“ des „Pontificale Romanum“ (= Liturgiewissenschaftliche Quellen und Forschungen. Bd. 68). Aschendorff, Münster 1986,  (ISBN 3-402-03854-4).
- Avec Benedikt Kranemann u. a.: Mysteria interpretari. Liturgiewissenschaftliche Versuche (Festgabe für Angelus Häußling). Maschinenschriftl. Bonn u. a. 1992.
- Beitrag in: Paul Ringseisen: Morgen- und Abendlob mit der Gemeinde. Geistliche Erschliessung, Erfahrungen und Modelle. Herder, Freiburg im Breisgau 1994.
- Im Dienst der Liturgie. Publikationen des Deutschen Liturgischen Instituts von 1948 bis August 1994. Deutsches Liturgisches Institut, Trier 1994.
- Die liturgischen Bücher im deutschen Sprachgebiet. Verzeichnis für die pastoralliturgische Arbeit, die liturgische Bildung und das liturgiewissenschaftliche Studium (Stand: 1. Oktober 1995). Deutsches Liturgisches Institut, Trier 1995.
- hrsg. mit Benedikt Kranemann, Michael B. Merz (Hg.): Angelus Häußling, Christliche Identität aus der Liturgie. Theologische und historische Studien zum Gottesdienst der Kirche (= Liturgiewissenschaftliche Quellen und Forschungen. Bd. 79). Aschendorff, Münster 1997.
- hrsg. mit Arnaud Join-Lambert, Liturgia et Unitas. Liturgiewissenschaftliche und ökumenische Studien zur Eucharistie und zum gottesdienstlichen Leben in der Schweiz – Études liturgiques et œcuméniques sur l’Eucharistie et la vie liturgique en Suisse. In honorem Bruno Bürki. Freiburg – Genf, Academic Press Fribourg - Labor et Fides, 2001, 534 p.
- hrsg. mit Benedikt Kranemann (de): Liturgiereformen. Historische Studien zu einem bleibenden Grundzug des christlichen Gottesdienstes. (= Liturgiewissenschaftliche Quellen und Forschungen. Bd. 88). 2 Bände. Aschendorff, Münster 2002.
- hrsg. mit Bruno Bürki und Arnaud Join-Lambert, Présence et rôle de la Bible dans la liturgie, Freiburg/Schweiz : Academic Press Fribourg, 2006, 435 p.
- hrsg. mit Benedikt Kranemann: Gottesdienst in Zeitgenossenschaft. Positionsbestimmungen 40 Jahre nach der Liturgiekonstitution des Zweiten Vatikanischen Konzils. Academic Press, Freiburg im Üechtland 2006.
- mit Benedikt Kranemann und Cyprian Krause: Der Gottesdienst der Kirche. Texte, Quellen, Studien. In: Archiv für Liturgiewissenschaft. Band 54, 2012, p. 157–301.
- Die Liturgiereform in der Geschichte, in: Gordon W. Lathrop, Martin Stuflesser (Hg.): Liturgiereform in den Kirchen. 50 Jahre nach Sacrosanctum Concilium. Regensburg 2013, p. 57–79.